# Гронувко (Куявско-Поморское воеводство)
Гронувко — деревня в гмине Любич Торуньского повета Куявско-Поморского воеводства в центральной части севера Польши.